# 1925 au Québec
Cet article traite des événements survenus en 1925 au Québec. 

## Événements

### Janvier
- 7 janvier : ouverture de la deuxième session de la 16e législature (en)[1].
- 15 janvier : le premier ministre Taschereau annonce la création d'un parc provincial à l'est du Témiscamingue (le parc Kipawa qui va devenir plus tard la réserve algonquine de Kebaowek), la construction d'une route reliant le Témiscamingue à Rouyn-Noranda et celle d'un chemin de fer entre Macamic et Rouyn[2].
- 30 janvier : le Vatican décrète l'autonomie définitive de l'Université de Montréal[3].

### Février
- Février : création officielle de la Banque canadienne nationale[4].
- 3 février : lors du discours du budget, le trésorier Jacob Nicol annonce des dépenses de 23 millions de dollars et des recettes de 25 millions pour l'année 1924-1925[1].
- 26 février : l'Assemblée législative adopte une loi faisant du 24 juin une journée fériée[5].
- 28 février : un tremblement de terre évalué à 6,7 sur l'échelle Richter fait des dégâts considérables au Québec. La secousse est tellement forte qu'elle fait bouger la toiture du Forum de Montréal pendant un match. L'épicentre du séisme est situé à l'île aux Lièvres dans le Bas-Saint-Laurent[6].

### Mars
- 15 mars : le juge Louis Coderre remet son rapport d'enquête sur la police de Montréal, qu'il condamne sans appel. Selon lui, le système policier de la ville est « sans initiative, sans intelligence, routinier et arriéré de 50 ans ». De plus, la ville de Montréal, toujours selon lui, profite ouvertement « du régime de tolérance de la prostitution et de la vente de narcotique »[7].
- 30 mars : les Cougars de Victoria remportent la Coupe Stanley face aux Canadiens de Montréal qui avaient été champions de la Ligue nationale de hockey pendant toute la saison régulière[8].

### Avril
- 3 avril : la session est prorogée[9].
- 5 avril : inauguration du système téléphonique automatique à Montréal[10].

### Mai
- 14 mai : des reliques des Jésuites martyrs sont envoyés à Rome pour fin de béatification[11].
- 25 mai : création du Conseil d'urbanisme de la ville de Québec dont les buts sont de résoudre les problèmes urbains grandissants de la Vieille-Capitale et de sauvegarder son patrimoine historique[12].

### Juin
- 21 juin : Jean de Brébeuf, Gabriel Lalemant, Charles Garnier, Antoine Daniel, Noël Chabanel, Isaac Jogues, René Goupil et Jean de Lalande sont béatifiés à Rome. Ils portent désormais le nom de Saints Martyrs Canadiens. Le ministre Honoré Mercier fils représente le gouvernement du Québec lors de la cérémonie[13].
- 26 juin : le général britannique Douglas Haig est en visite à Québec où il rencontre le lieutenant-gouverneur Narcisse Pérodeau à sa résidence du Bois-de-Coulonge[1].

### Juillet
- 18 juillet : à la suite de la mort de Louis-Nazaire Bégin, Paul-Eugène Roy devient le nouvel archevêque de Québec[14].
- 24 juillet : début de la construction d'une usine d'aluminium à Arvida[15].

### Août
- 26 août : l'entrepôt de la brasserie Molson est détruite par un incendie à Montréal[16].

### Septembre
- Septembre : Marthe Pellan est la première femme à être admise à la Faculté de médecine de l'Université de Montréal[17].
- 5 septembre : le premier ministre canadien Mackenzie King annonce des élections générales pour le 29 octobre[18].
- 8 septembre : Raoul Dandurand est élu président de la Société des Nations[19].
- 16 septembre : Lomer Gouin, ministre à Ottawa depuis 1921, annonce son retrait de la vie politique[20].
- 22 septembre : le feu rase tout le secteur sud-est à Saint-Camille-de-Lellis. Le coût des dommages est évalué à 250 000 $. 4 magasins généraux, 2 restaurants, l’église, le bureau de poste, la banque, des résidences privées sont brûlés; 21 familles sont sans abri.  Les lignes de téléphone sont complètement désorganisées[21].

### Octobre
- 8 octobre : le député conservateur Ésioff-Léon Patenaude démissionne de son poste de député de Jacques-Cartier pour pouvoir se présenter à l'élection fédérale[1].
- 29 octobre : le Parti conservateur remporte l'élection fédérale avec 116 candidats élus contre 99 députés libéraux, 24 progressistes, 2 membres du Parti ouvrier et 2 candidats indépendants. Au Québec, le résultat est de 59 libéraux, 4 conservateurs et le candidat indépendant Henri Bourassa dans Labelle. Malgré ces résultats, Mackenzie King décide de s'accrocher au pouvoir, espérant compter sur l'appui du Parti progressiste et du Parti ouvrier[22].

### Novembre
- 16 novembre : une grève dans l'industrie de la chaussure à Québec implique 3 000 ouvriers employés dans 14 manufactures différentes. Elle se termine le 30 novembre à la suite de l'arbitrage du conflit par un membre du clergé[23].
- 28 novembre : Georges Vézina, malade, s'effondre sur la glace pendant une partie de hockey. La tuberculose oblige le gardien de but à terminer sa carrière exceptionnelle[24].
- 30 novembre : quatre élections partielles provinciales ont lieu au Québec. Les libéraux remportent celles de Berthier, Argenteuil et Champlain. Celle de Jacques-Cartier est gagnée par le conservateur Ésioff-Léon Patenaude[25].

### Décembre
- 18 décembre : création officielle de l'Asbestos Corporation Limited (en), propriétaire de plusieurs mines d'amiante dans la région des Bois-Francs[26].

## Naissances
- 1er janvier - Jean-Denis Gendron (professeur et linguiste) († 16 février 2025)
- 9 janvier - Pierre Jalbert (en) (acteur et skieur) († 22 janvier 2014)
- 26 janvier - Claude Ryan (journaliste et homme politique) († 9 février 2004)
- 30 janvier - Rita Bibeau (actrice)
- 1er février - Marcel Martel (chanteur) († 13 avril 1999)
- 18 février - Marcel Barbeau (peintre et sculpteur) († 2 janvier 2016)
- 10 mars - Jean-Guy Cardinal (homme politique) († 16 mars 1979)
- 12 mars - Grégoire Girard (arpenteur-géomètre et homme politique) († 10 février 2025)
- 22 mars - Gilles Pelletier (acteur) († 5 octobre 2018)
- 25 mars
  - Janette Bertrand (animatrice et scénariste)
  - Pierre Daigneault (acteur) († 17 décembre 2003)
- 31 mars - Jean Coutu (acteur) († 1er novembre 1999)
- 4 avril - Claude Wagner (homme politique) († 11 juillet 1979)
- 10 avril - Lionel Villeneuve (acteur) († 30 novembre 2000)
- 11 avril - Pierre Péladeau (homme d'affaires) († 24 décembre 1997)
- 25 avril - Louis O'Neill (professeur et homme politique) († 23 octobre 2018)
- 15 mai - Jacques Francoeur (homme d'affaires et journaliste) († 24 juillet 2005)
- 17 mai - Henri Bergeron (journaliste et animateur) († 10 juillet 2000)
- 19 mai - Guy Provost (acteur) († 10 février 2004)
- 12 juin - Marie-Andrée Bertrand (professeure en criminologie) († 6 mars 2011)
- 27 juin - Claire Bonenfant (militante féministe) († 29 septembre 1996)
- 4 août- Louise Carrier (peintre portraitiste) († 26 décembre 1976)
- 15 août - Oscar Peterson (pianiste et compositeur) († 23 décembre 2007)
- 18 août - Pierre Grondin (chirurgien) († 17 janvier 2006)
- 19 août - Claude Gauvreau (poète) († 7 juillet 1971)
- 12 octobre - Denis Lazure (homme politique) († 23 février 2008)
- 1er décembre - René Caron (acteur) († 16 juillet 2016)
- 3 décembre - Denise Morelle (actrice) († 17 juillet 1984)
- 24 décembre - Yvon Pageau (paléontologue et écrivain) († 5 décembre 2023)
- 25 décembre - Robert Layton (ingénieur et homme politique) († 9 mai 2002)

## Décès
- 16 janvier - John Hay (fermier et homme politique) (º 26 juin 1862)
- 25 janvier - Charles-Eusèbe Dionne (ornithologue et homme politique) (º 20 juillet 1846)
- 18 juillet - Louis-Nazaire Bégin (archevêque de Québec) (º 10 janvier 1840)
- 18 septembre - Joseph-Dominique Guay (journaliste et homme d'affaires) (º 14 avril 1866)
- 5 octobre - Alfred Duclos DeCelles (journaliste) (º 8 août 1843)
- 21 décembre - Alexandre Desmarteaux (acteur) (º 30 juillet 1884)